# یونانا استاماتوپولو
یونانا استاماتوپولو (یونانی: Ιωάννα Σταματοπούλου؛ زادهٔ ۱۷ ژوئن ۱۹۹۸) بازیکن واترپلو زن اهل یونان است.